# Choirilos z Samos
Choirilos z Samos (Χοιρίλος) – grecki poeta, epik, tworzący pod koniec V wieku p.n.e.
Pochodził z wyspy Samos, mieszkał jednak i tworzył w Atenach. Po klęsce Ateńczyków w wojnie peloponeskiej został apologetą Spartan i nadwornym poetą Lizandra. Ostatecznie na zaproszenie króla Archelaosa osiadł w Macedonii, gdzie zmarł. 
Napisał poemat pod tytułem Persika (Περσικά), opiewający zwycięstwo odniesione przez Ateńczyków nad Kserksesem I. Dzieło to było w zasadzie przepisaniem wierszowaną formą relacji Herodota z wojny perskiej. Za jego napisanie poeta został doceniony przez Ateńczyków, którzy za każdy wiersz utworu podarowali mu jeden stater, a także zdecydowali iż będzie on recytowany obok dzieł Homera podczas Panatenajów.